# Kanton Laruns
Der Kanton Laruns war von 1790 bis 2015 ein französischer Wahlkreis im Arrondissement Oloron-Sainte-Marie im Département Pyrénées-Atlantiques in der Region Aquitaine-Limousin-Poitou-Charentes. Er grenzte im Norden an den Kanton Arudy, im Osten an den Kanton Aucun im Arrondissement Argelès-Gazost im Département Hautes-Pyrénées, Region Okzitanien, im Süden an Spanien mit der autonomen Region Aragón und im Westen an den Kanton Accous.

## Geschichte
Der Kanton wurde am 4. März 1790 im Zuge der Einrichtung der Départements als Teil des damaligen "Distrikts Oloron" gegründet. Mit der Gründung der Arrondissements am 17. Februar 1800 wurde der Kanton als Teil des damaligen Arrondissements Oloron neu zugeschnitten.
Siehe auch: Geschichte Pyrénées-Atlantiques und Geschichte Arrondissement Oloron-Sainte-Marie.

## Gemeinden
Der Kanton bestand aus acht Gemeinden:
| Gemeinde        | Einwohner Jahr | Fläche km² | Bevölkerungsdichte | Code INSEE | Postleitzahl |
| --------------- | -------------- | ---------- | ------------------ | ---------- | ------------ |
| Aste-Béon       | 259 (2013)     | 19,05      | 14 Einw./km²       | 64069      | 64260        |
| Béost           | 223 (2013)     | 43,5       | 5 Einw./km²        | 64110      | 64440        |
| Bielle          | 432 (2013)     | 25,37      | 17 Einw./km²       | 64127      | 64260        |
| Bilhères        | 165 (2013)     | 17,19      | 10 Einw./km²       | 64128      | 64260        |
| Eaux-Bonnes     | 340 (2013)     | 38,52      | 9 Einw./km²        | 64204      | 64440        |
| Gère-Bélesten   | 207 (2013)     | 12,82      | 16 Einw./km²       | 64240      | 64260        |
| Laruns          | 1.187 (2013)   | 248,96     | 5 Einw./km²        | 64320      | 64440        |
| Louvie-Soubiron | 121 (2013)     | 26,66      | 5 Einw./km²        | 64354      | 64440        |